# Oviedo (Floryda)
Oviedo – miasto w Stanach Zjednoczonych, w stanie Floryda, w hrabstwie Seminole.